# D. (roman)
D. (titre original : An Officer and a Spy) est un roman historique britannique de Robert Harris publié en 2013 et portant sur l'affaire Dreyfus.

## Résumé
En décembre 1894, le capitaine Alfred Dreyfus, un officier français juif, est condamné à la déportation à vie pour avoir fourni des documents secrets aux Allemands.
En 1895, le commandant Picquart est promu lieutenant-colonel et chef de l'espionnage. Il découvre que le commandant Esterhazy espionne pour l'Allemagne et que son propre adjoint, Henry, sait que le coupable est Esterhazy.
La presse parle d'Esterhazy et Picquart est envoyé en Tunisie.
En 1897, Esterhazy l'accuse dans les journaux. Il rentre. Zola l'interroge.
En 1898, Esterhazy est disculpé par un conseil de guerre. Zola écrit « J'Accuse...! » (avec A et non a) le 13 janvier 1898.
Picquart blesse en duel Henry qui l'avait insulté au premier procès de Zola. L'écrivain doit fuir en Angleterre. Henry avoue avoir menti, est arrêté et meurt (par suicide ?) en prison le 31 août 1898.
Le général de Boisdeffre démissionne. Picquart fera près d'un an de prison. Dreyfus est ramené en France et rejugé en août 1899. Labori, second avocat de Dreyfus, est blessé à Rennes, lieu du second procès. La peine de Dreyfus est abaissée à dix ans de prison puis à la grâce pour raisons de santé.
Il est réhabilité et réintègre l'armée en 1906. Clemenceau devient président du Conseil et nomme Picquart ministre de la guerre.

## Récompenses
D. a obtenu le prix Walter Scott 2014 ainsi que le American Library in Paris Book Award 2014.

## Adaptation cinématographique
Robert Harris adapte lui-même son roman pour le long métrage J'accuse de Roman Polanski, sorti en 2019.